# Nemuno upė Rambyno regioniniame parke
Nemuno upė Rambyno regioniniame parke este o arie protejată (arie specială de conservare — SAC, sit de importanță comunitară — SCI) din Lituania întinsă pe o suprafață de 214 ha, integral pe uscat.

## Localizare
Centrul sitului Nemuno upė Rambyno regioniniame parke este situat la coordonatele 55°02′31″N 22°04′06″E / 55.0419°N 22.0683°E.

## Înființare
Situl Nemuno upė Rambyno regioniniame parke a fost declarat sit de importanță comunitară în noiembrie 2006 pentru a proteja 7 specii de animale. Situl a fost protejat și ca arie specială de conservare în august 2020.

## Biodiversitate
Situată în ecoregiunea boreală, aria protejată nu include niciun habitat protejat.
La baza desemnării sitului se află mai multe specii protejate:
- mamifere (1): vidră de râu (Lutra lutra)
- nevertebrate (1): Ophiogomphus cecilia
- pești (5): avat (Aspius aspius), zvârluga (Cobitis taenia), Lampetra fluviatilis, boarță (Rhodeus amarus), somonul (Salmo salar)

Pe lângă speciile protejate, pe teritoriul sitului au mai fost identificate 2 specii de păsări.